# واکنش سندمیر
واکنش سندمیر (به انگلیسی: Sandmeyer reaction) گونه ای از واکنش های شیمیایی است که برای تولید آریل هالیدها از نمک های دی آزونیوم به کار می رود.به کار می رود. این واکنش به افتخار شیمیدان سوئیسی سندمیر نام‌گذاری شده است.